# 擎天神2號運載火箭
擎天神2號運載火箭屬擎天神系列運載火箭，是由1950年代成功的SM-65擎天神飛彈發展而來，擎天神2號運載火箭為最後使用三引擎及"一節半式火箭"設計，於火箭推進途中將三部引擎中的兩台丟棄，如此可於發射時提供足夠推力，亦能維持長的推進時間。擎天神火箭被設計為發射衛星至低地軌道及地球同步軌道。擎天神二號、二A型、二AS型運載火箭於1988年至2004年共發射63次，而其姊妹型號擎天神3號運載火箭於2000年至2005年發射，而擎天神5號運載火箭則持續發射至今。

## 特色
擎天神2號運載火箭的第一及第二節較擎天神1號運載火箭推力增大，改量引擎，並增長燃料槽。總推力為490000磅。可酬載2767公斤至地球同步軌道或更遠。擎天神系列運載火箭裝設人馬座火箭為末端節，人馬座火箭是世界上第一枚高效能推進劑火箭，能有效提高酬載衛星的能力。擎天神2號運載火箭使用新一代的電子設備，並改善飛行電腦增長燃料槽，整體而言較擎天神1號運載火箭優良。 
擎天神2號運載火箭中最高階者為擎天神二號AS型運載火箭。

## 背景
擎天神2號運載火箭發射地點為佛羅里達州的卡納維爾角第45號發射臺。擎天神2號運載火箭在2003年和2004年發射地點改為佛羅里達州卡納維爾角第30號發射臺，在美國西岸則是加利福尼亞州的范登堡空軍基地。 
擎天神運載火箭原為1950年代後期的長程洲際彈道飛彈，於1959年10月31日，擎天神D型運載火箭在范登堡空軍基地第576號飛彈發射臺發射。擎天神E及F型運載火箭為第一個垂直置放於地底，並由升降機將導彈送至地面的長程洲際飛彈，至地面後再進行發射。美國空軍用擎天神長程洲際彈道飛彈替換泰坦長程洲際彈道飛彈，在1960年代末期，擎天神E型運載火箭和擎天神F型運載火箭轉換成太空運載火箭的功能。擎天神運載火箭經過更改後，1995年在范登堡空軍基地發射一顆氣象防禦衛星。美國國家航空暨太空總署於1958年使用擎天神火箭為太空發射載具。擎天神在做為太空發射載具時，發射的衛星為SCORE系列衛星，之後又將它配備升級，發射陸軍號誌系列衛星，成為世界首顆通信衛星；此系列衛星傳送艾森豪總統的聖誕節訊息並向全世界發送。 於水星計劃時運載約翰格倫至外太空，為美國第一個載人太空任務。擎天神半人馬座運載火箭也發射水手行星探測計畫及先峰行星探測計畫。 
1988年5月，美國空軍選擇通用動力作為新一代運載火箭的製造商，現則由洛克希德馬丁接替、研製擎天神2號運載火箭。擎天神2號運載火箭主要發射防禦衛星通訊系統及商業衛星以取代擎天神1號運載火箭1980年代末期的高失敗率。

## 擎天神2號運載火箭圖片

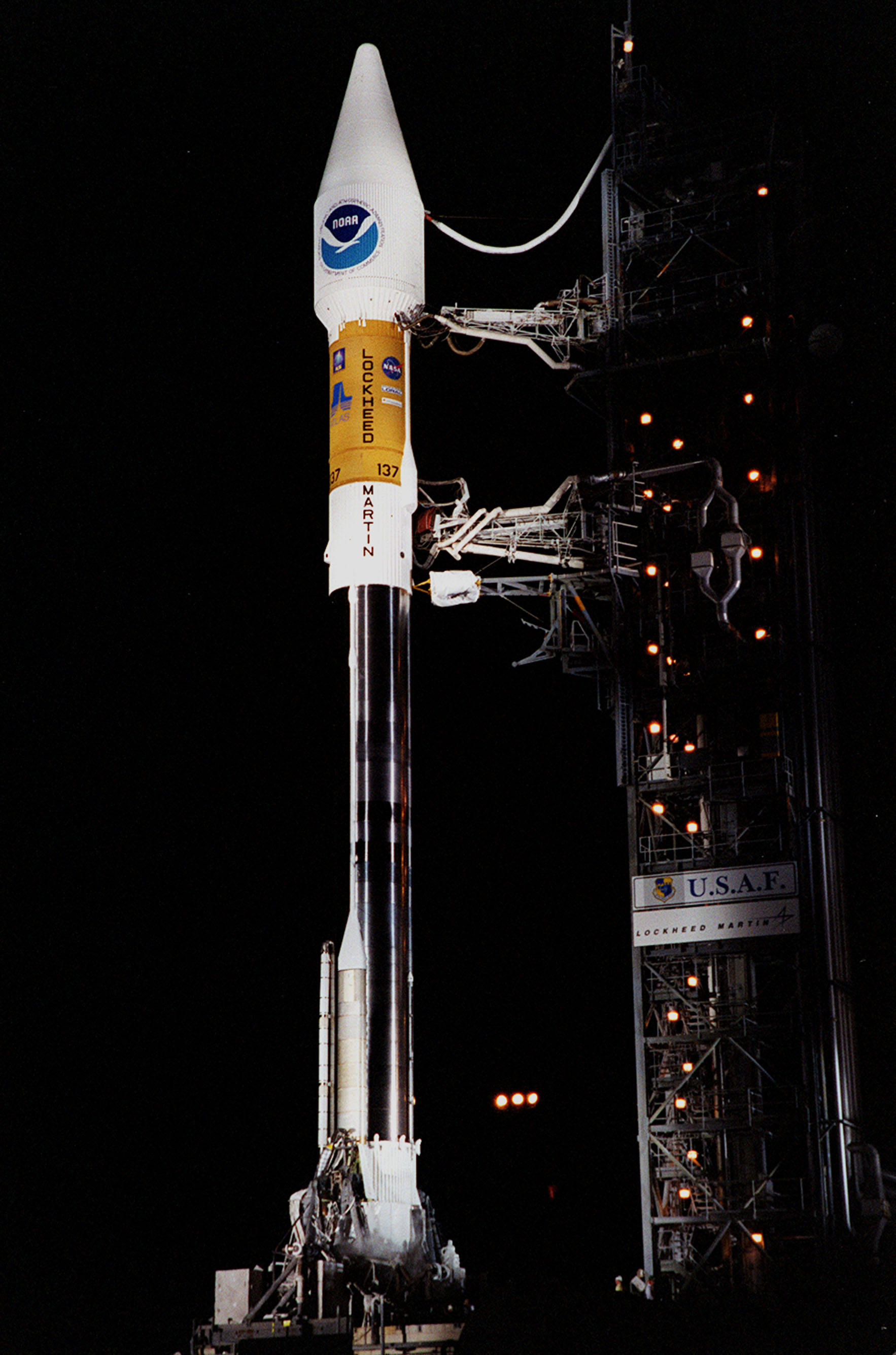
擎天神半人馬座運載火箭於2000年5月3日發射NOAA和靜止環境觀測衛星-11衛星，攝於卡納維爾角

## 外部連結
- NASA page on Atlas IIAS  Vehicle
- Animation of the Atlas-IIAS launch and Terra satellite deployment